# Ban khor znakovni jezik
Ban khor znakovni jezik (ISO 639-3: bfk), znakovni jezik koji se govori u nekoliko sela u sjeveroistočnom Tajlandu u regiji Isan. Nije srodan ostalim znakovnim tajlandskim jezicima (izvornom Chiangmai), bangkonški i suvremenom tajskom, ali postoje neke sličnosti.
U nekim selima kao što su Mu 2 i Mu 10 ima više od jedne gluhe osobe na sto stanovnika. Razvio se u posljednjih osamdesetak godina na korektnom odnosu koji postoji između osoba koje čuju i gluhih osoba lokalne zajednice, bez utjecaja izvana

## Vanjske poveznice
- Ethnologue (14th)
- Ethnologue (15th)